# Plethodon wehrlei
Espèce
Synonymes
- Plethodon dixi Pope & Fowler, 1949
- Plethodon jacksoni Newman, 1954

Statut de conservation UICN

 LC  : Préoccupation mineure
Plethodon wehrlei est une espèce d'urodèles de la famille des Plethodontidae.

## Répartition
Cette espèce est endémique de l'est de l'Amérique du Nord. Elle se rencontre au sud-ouest de l'État de New York, dans l'ouest de la Pennsylvanie, dans le sud-est de l'Ohio, en Virginie-Occidentale, dans l'Ouest de la Virginie, dans le nord-ouest de la Caroline du Nord, dans l'est du Kentucky et dans l'Est du Tennessee.

## Étymologie
Cette espèce est nommée en l'honneur de Richard White Wehrle.

## Publication originale
- Fowler & Dunn, 1917 : Notes on salamanders. Proceedings of the Academy of Natural Sciences of Philadelphia, vol. 69, p. 7-28 (texte intégral).